# Conde da Estrela
Conde da Estrela é um título nobiliárquico criado por D. Luís I de Portugal, por Decreto de 17 de Janeiro de 1873, em favor de Joaquim Manuel Monteiro, antes 1.° Barão da Estrela e 1.° Visconde da Estrela.
Titulares
1. Joaquim Manuel Monteiro, 1.° Barão, 1.° Visconde e 1.° Conde da Estrela;
2. Joaquim Manuel Monteiro, 2.° Conde da Estrela.